# Jackiellaceae
Jackiellaceae là một họ rêu trong bộ Jungermanniales.